# Kordíky
Kordíky é um município da Eslováquia localizado no distrito de Banská Bystrica, região de Banská Bystrica.

## Demografia
| Ano:        | 1994 | 2004    | 2014    | 2024    |
| ----------- | ---- | ------- | ------- | ------- |
| Broj ljudi: | 201  | 281     | 411     | 492     |
| Razlika:    |      | +39,80% | +46,26% | +19,70% |

| Ano:               | 2023 | 2024   |
| ------------------ | ---- | ------ |
| Número de pessoas: | 485  | 492    |
| Diferença:         |      | +1,44% |